# 袋小路の男
袋小路の男（ふくろこうじのおとこ）は絲山秋子の短編小説およびそれを表題作とする書籍。小説は新潮社第30回（2004年度）川端康成文学賞受賞作。

## 書籍
袋小路の男
ヒロインが思いを寄せる作家志望の男・小田切についての"二人称"小説。
小田切孝の言い分
三人称で、小田切とヒロインの視点に交互に同化しながら語られる。
アーリオ・オーリオ
自己完結した理科系男と姪の手紙のやり取りが主軸となる話。

### 文庫本解説
- 松浦寿輝

## 書籍情報
- 袋小路の男、講談社、2004年、ISBN 978-4062126182